# Karl-Helge Hofstadt
Karl-Helge Hofstadt (* 16. April 1900 in Marbach am Neckar; † 11. April 1975 in Ost-Berlin) war ein deutscher Schauspieler.

## Leben
Über das Leben des 1900 in Marbach am Neckar geborenen Karl-Helge Hofstadt sind nur lückenhafte Informationen vorhanden. Bekannt ist, dass er seit Mitte der 1930er Jahre als Schauspieler vor der Kamera stand. Ab 1949 wirkte er in sehr vielen Filmen der DEFA und des Deutschen Fernsehfunks mit. Ab Ende der 1940er Jahre waren auch einige Theaterauftritte in Chemnitz, Magdeburg und Berlin nachzuweisen.
Hofstadt verstarb 1975, fünf Tage vor seinem 75. Geburtstag, in Berlin.

## Filmografie
- 1936: Der Kaiser von Kalifornien
- 1940: Friedrich Schiller – Der Triumph eines Genies
- 1959: Kabale und Liebe
- 1959: Weimarer Pitaval: Der Fall Harry Domela (Fernsehreihe)
- 1960: Der schweigende Stern
- 1960: Begegnung im Zwielicht (Spotkania w mroku)
- 1960: Fernsehpitaval: Der Fall Haarmann (Fernsehreihe)
- 1961: Der Fall Gleiwitz
- 1961: Professor Mamlock
- 1962: Die letzte Chance (Fernsehfilm)
- 1962: Die Nacht an der Autobahn (Fernsehfilm)
- 1962: Die schwarze Galeere
- 1962: Minna von Barnhelm oder Das Soldatenglück
- 1963: Bonner Pitaval: Die Affäre Heyde-Sawade (Fernsehreihe)
- 1965: Wolf unter Wölfen (Fernseh-Vierteiler)
- 1965: Solange Leben in mir ist
- 1967: Geheimcode B/13 (Fernseh-Vierteiler)
- 1968: Ich – Axel Cäsar Springer (Fernseh-Dreiteiler)
- 1968: Mord am Montag
- 1970: Effi Briest (Fernsehfilm)
- 1973: Drei Haselnüsse für Aschenbrödel

## Theater
- 1949: Annemarie Bostroem: Die Kette fällt (Landgerichtsrat) – Regie: Karl Görs (Städtisches Theater Chemnitz)
- 1952: William Shakespeare: Hamlet (Hamlet) – Regie: Hans Geißler (Städtische Bühnen der Stadt Magdeburg)
- 1956: Jean-Paul Sartre: Nekrassow (Mitglied des Verwaltungsrates) – Regie: Fritz Wisten (Volksbühne Berlin)